# Сахль-Хашиш
Сахль-Хашиш (араб. سهل حشيش‎, англ. Sahl Hasheesh, рус. Зелёная Долина) — международный курорт на побережье Красного моря в Египте. Расположен в 18 км от международного аэропорта Хургада в сторону Бур-Сафаги вдоль одноименного залива длиной 12 километров.
Проект курорта разработан группой архитекторов под руководством Нормана Фостера и предполагает сохранение естественного ландшафта. Только 14 % курорта отведено под застройку, остальная территория останется за экзотическими садами, рукотворными каналами и лагунами, полями для гольфа.
Строительством курорта руководит компания Egyptian Resorts Company (ERC).

## О курорте
Две монументальные колонны в духе Гипостильного (колонного) зала Карнакского Храма в Луксоре, установлены при въезде на территорию курорта, погружают нас в атмосферу времен могущественных фараонов. Длинная аллея, окаймленная зеленью и 10 000 пальмами, ведет к Пьяцца (Piazza) — просторному бельведеру с открытой площадкой, с которой открывается незабываемый вид на море.
Архитектура курорта выдержана в традициях арабского Востока с присущими ей элементами роскоши и богатого убранства. Руины затонувшего города фараонов видны под водой с понтонного моста, который протянулся от берега на 250 метров. Курорт также предусматривает условия для дайвинга, так как здесь находятся необычайные по красоте кораллы с нетронутым подводным миром.
Правительство Египта дает налоговые льготы инвесторам на 10 лет.
Курорт находится в стадии строительства, начинают открываться отели, территория обустраивается.

### Отели
По состоянию на октябрь 2011 года на курорте трёхзвёздочных и четырёхзвёздочных отелей нет, а функционируют только пятизвёздочные отели:
1. Premier Le Reve
2. Premier Romance
3. Citadel Azur Resort
4. Oberoi Sahl Hasheesh
5. Old Palace
6. Pyramisa Sahl Hasheesh Resort (ex.Dessole Pyramisa Beach Resort Sahl Hasheesh)
7. Tropitel Sahl Hasheesh

Есть четырёхзвёздочный Hilton Long Beach Resort, который расположен слева от Oberoi Sahl Hasheesh (если смотреть на море).